# Kongregation der Missionare vom heiligen Vinzenz von Paul
Die Missionarenkongregation (auch Missionarienkonvent; lateinisch Congregatio Missionis) war ein Konvent der Missionare vom heiligen Vinzenz von Paul (Vinzentiner, Lazaristen) in Kulm (Culm, Chełmno) in Polnisch Preußen und Westpreußen von 1676 bis 1822.

## Geschichte

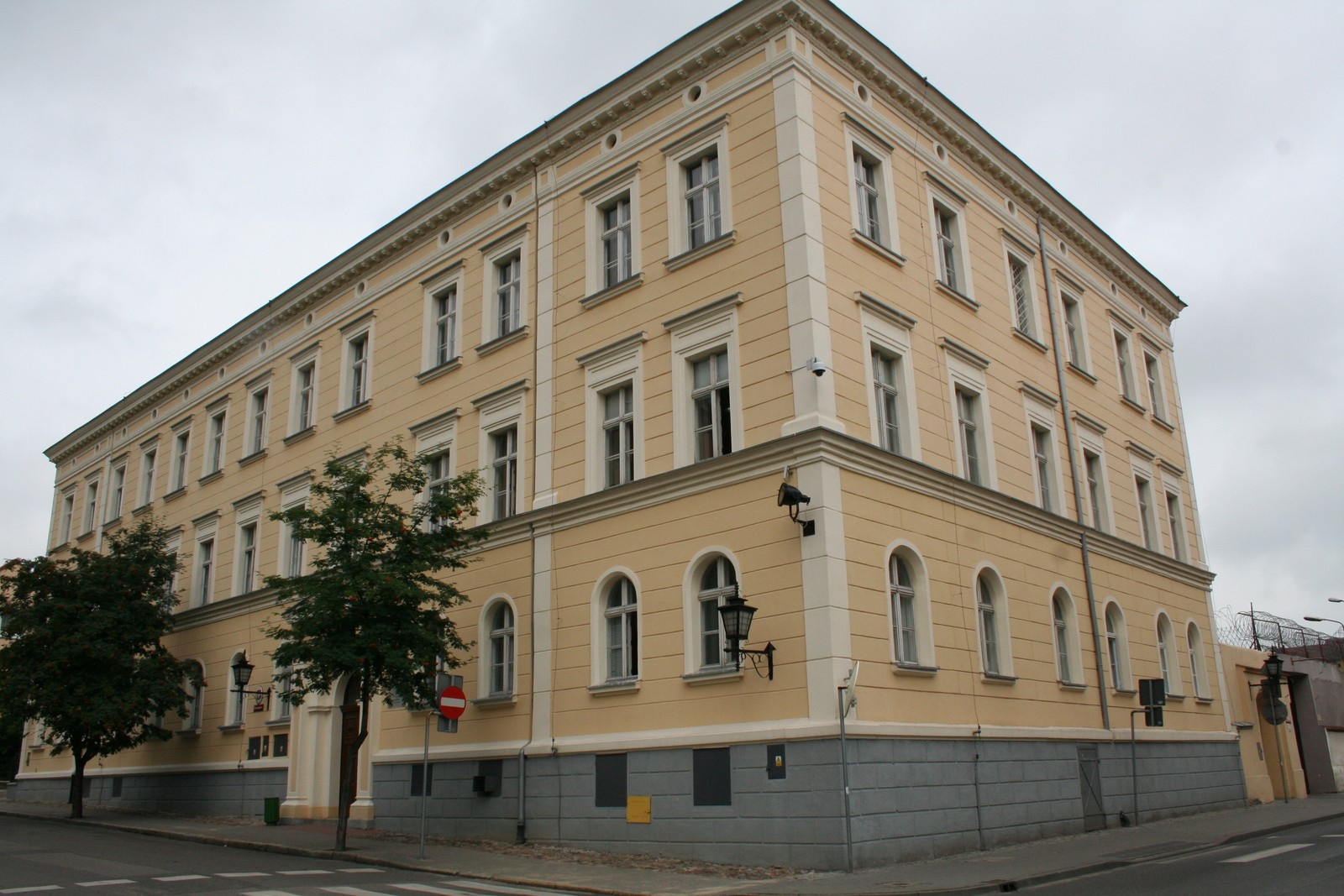
Konventsgebäude

Im Jahr 1676 holte der neue Kulmer Bischof Jan Malachowski Missionare vom heiligen Vinzenz von Paul aus dem Konvent in Warschau an seinen Sitz, um das geistliche und schulische Leben in der Stadt neu zu beleben. Er übertrug ihnen die Leitung des Priesterseminars, das durch die schwedische Belagerung beschädigt worden war, und der städtischen Schule, sowie die Seelsorge für die Kapelle der Schmerzensreichen Gottesmutter. 1680 erhielten sie die Betreuung der Marienkirche und damit der Pfarrei der ganzen Stadt und Umgebung. 
Im Jahr 1692 gelang es den Missionaren, die Stadtschule in ein Akademisches Gymnasium umzuwandeln, in dem vier Professoren der Krakauer Universität unterrichteten. 1752 wurde dieses eine Akademie der Universität. Die Missionare betrieben auch eine Druckerei, spätestens seit 1764.
Nach dem Übergang der Stadt an Preußen konnten sie ihre Tätigkeiten ab 1772 in der Provinz Westpreußen fortsetzen, auch im polnischen Herzogtum Warschau in den Jahren von 1807 bis 1815, bis die preußische Regierung die Kongregation 1822 schloss.
Nach Umbauten wurde in den Gebäudekomplex das Amtsgericht untergebracht, das sich dort bis heute befindet.

## Organisation
Die Missionare vom heiligen Vinzenz von Paul in Chełmno/Culm unterstanden formal dem Mutterhaus in Paris. Dieses setzte beispielsweise den jeweiligen neuen Superior (Leiter) für Culm ein. Der war gleichzeitig auch Propst der Marienkirche und Leiter des Priesterseminars und der Stadtschule.
Die Ordensbrüder waren für die Seelsorge in der Stadt verantwortlich, es mussten jeweils mindestens sechs Kapläne vorhanden sein. 1741 gab es 13 Ordensbrüder in Culm, das damit der zweitgrößten Konvent in Polen nach dem in Warschau war. 1773 gab es neun Priester, zwei weitere Brüder und acht Schüler (wohl des Priesterseminars).
Die Kongregation hatte 1773 Einkünfte aus einem Dorf und vier Vorwerken, zwei Brauereien und Windmühlen. 
Das Gebäude des Konvents befand sich am Markt in der Thorner Straße (heute ul. Toruńska 3). Darin war auch das Priesterseminar untergebracht. Dazu besaß es mehrere Häuser in der Nähe, das es von Bürgern erhalten hatte.

## Persönlichkeiten
Superiore
- Guillaume Desdames (Wilhelm Desdames), 1680–1685, Franzose
- Giovanni Antonio Fabri (Jan Antoni Fabri), 1685–1695, Italiener
- Jakub Ignacy Cyboni, 1695–1699
- Łukasz Rochon, 1699–1718
- Michał Walther, 1718–1725
- Jan Jakub Mroczek, 1726–1738
- Kazimierz Franciszek Goraczyński, 1738–1755
- Michał Franciszek Barszczewski, 1755–1783
- Johann Arbeiter (Jan Arbeiter), 1783–1788
- Franciszek Skrysowski, 1788–1799
- Szymon Franciszek Smulski, 1800–1802
- Franz Weinreich (Franciszek Weinreich), 1802–1822, blieb Propst der Stadt bis 1829